# Appareil de Pistorius

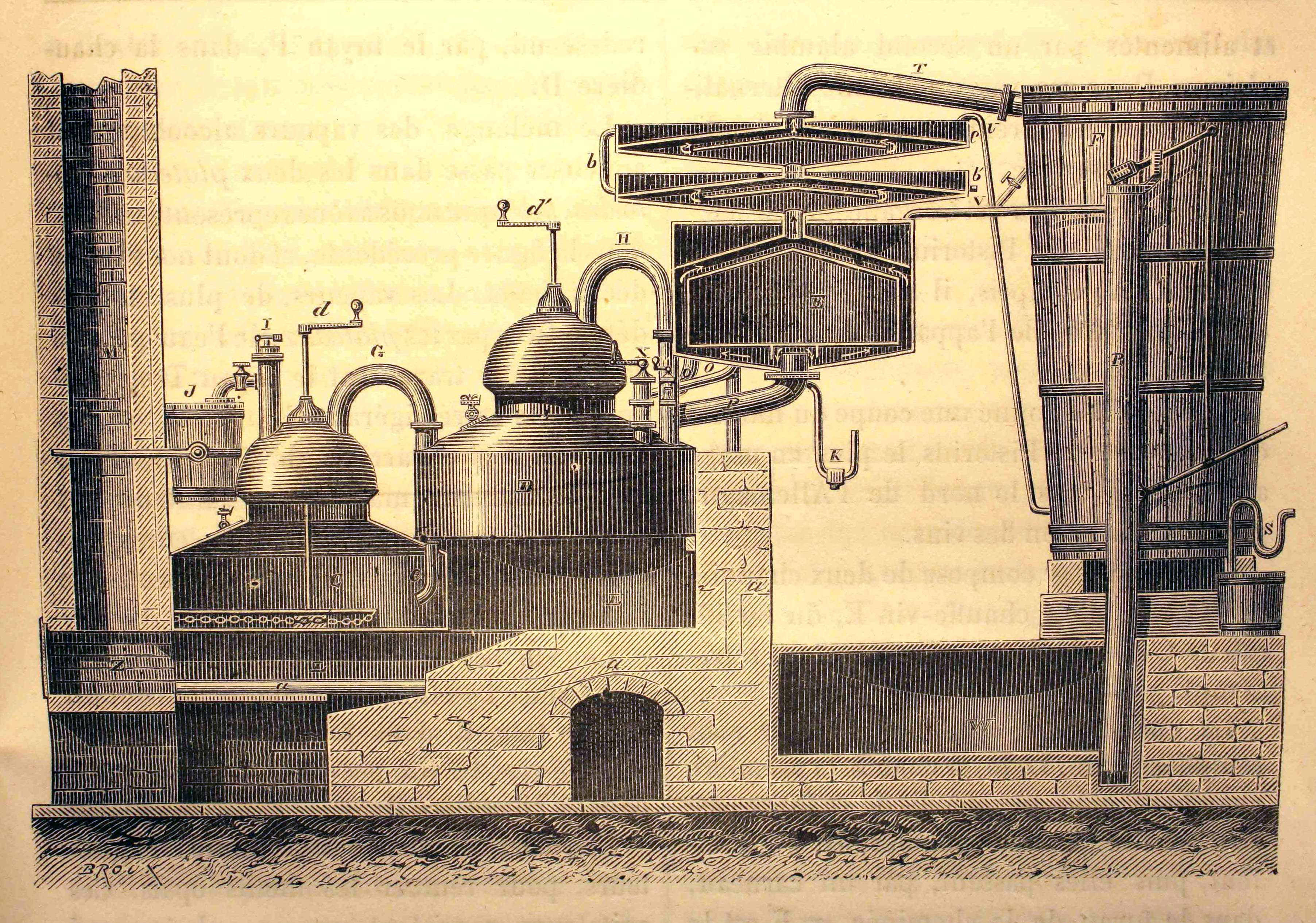
Vue en coupe de l'appareil de Pistorius.

L'appareil de Pistorius est un alambic inventé en 1817 par Johann Heinrich Leberecht Pistorius, commerçant et distillateur prussien de Weissensee près de Berlin, pour la production d'eau-de-vie à partir de pommes de terre.
Johann Heinrich Leberecht Pistorius a obtenu le 21 mars 1817, un brevet lui accordant le « droit explicite d'utilisation et de fabrication d'un appareil à combustion propre ». 
Grâce à cette invention, la production d'eau-de-vie de pomme de terre (Kartoffelschnaps) est devenue si simple et bon marché que dans un court laps de temps l'agriculture en a été bouleversée dans la région du Brandebourg.